# Conseil d'État (Finlande)
Pour les autres articles nationaux ou selon les autres juridictions, voir Conseil d'État.
En Finlande, le Conseil d'État (en finnois : valtioneuvosto et en suédois : statsrådet) est l'instance qui dirige le Gouvernement.

## Présentation
C'est le Conseil des ministres dirigé par le Premier ministre que l'on nomme généralement gouvernement.
Le conseil d'État siège au palais du Conseil d'État. L'actuel gouvernement est le gouvernement Orpo.